# ごうぎん証券
ごうぎん証券株式会社（ごうぎんしょうけん）は、かつて島根県松江市津田町に本社を置いていた証券会社。山陰合同銀行が100％出資する証券子会社であった。

## 概要
2015年2月6日に設立され、同年10月1日に開業した。設立時から単独で100％出資する証券子会社は、中国地区の地方銀行としては初めて。
野村證券と山陰合同銀行の包括提携により、2020年10月31日をもって、営業を終了。11月2日に顧客口座を野村証券に移管した。地方銀行子会社の証券会社の廃業は初となる。

## 事業所
- 本社 - 島根県松江市津田町319番1
- 松江支店 - 島根県松江市魚町10番地（山陰合同銀行 本店営業部内2F）
- 出雲支店 - 島根県出雲市今市町北本町1丁目2番地4（山陰合同銀行 出雲支店内1F）
- 鳥取支店 - 鳥取県鳥取市栄町402番地（山陰合同銀行 鳥取営業本部ビル内5F）
- 米子支店 - 鳥取県米子市加茂町2丁目104番地（山陰合同銀行 米子支店内3F）

## 沿革
- 2015年
  - 2月6日 - 「ごうぎん証券株式会社」開業。
  - 10月1日 - 開業。
- 2020年
  - 10月31日 - 野村證券への事業譲渡に伴い、営業終了。
  - 11月4日 - 「ごうぎん証券清算準備株式会社」に商号変更。
  - 12月30日 - 株主総会にて解散を決議
- 2021年　
  - 1月20日 - 官報号外第12号67頁にて公告